# Thea Gilmore
Thea Eve Gilmore (Oxford, 25 novembre 1979) è una cantautrice e musicista britannica.

## Biografa
Thea Gilmore è salita alla ribalta nel 2003, con la pubblicazione del quinto album in studio Avalanche, che ha raggiunto la 63ª posizione della Official Albums Chart britannica. È stato promosso dai singoli Juliet (Keep That In Mind) e Mainstream, che sono arrivati rispettivamente alla 35ª e alla 50ª posizione nel Regno Unito. Da allora ha piazzato altri sette dischi nella classifica nazionale; la posizione più alta è stata raggiunta da Regardless e Ghosts and Graffiti, entrambi al 39º posto. Nel 2012 il singolo London, in collaborazione con Sandy Denny, ha debuttato all'11ª posizione della Official Singles Chart.

## Discografia

### Album in studio
- 1998 – Burning Dorothy
- 2000 - The Lipstick Conspiracies
- 2001 - Rules For Jokers
- 2002 – Songs from the Gutter
- 2003 – Avalanche
- 2004 – Loft Music
- 2006 – Harpo's Ghost
- 2008 – Liejacker
- 2009 – Strange Communion
- 2010 – Murphy's Heart
- 2011 – John Wesley Harding
- 2011 - Don't Stop Singing (con Sandy Denny)
- 2013 - Regardless
- 2015 – Ghosts and Graffiti
- 2017 – The Counterweight
- 2017 – Extended Playground
- 2019 – Small World Turning
- 2021 – The Emancipation of Eva Grey
- 2023 – Thea Gilmore

### Album dal vivo
- 2009 - Recorded Delivery

### Singoli
- 2001 – Saviours and All
- 2002 – Fever Beats
- 2003 – Juliet (Keep That in Mind)
- 2003 – Mainstream
- 2006 – Cheap Tricks
- 2008 – Old Soul
- 2008 – You Spin Me Right Round
- 2009 – That'll Be Christmas
- 2010 – You're The Radio
- 2010 – Teach Me to Be Bad
- 2012 – London (con Sandy Denny)
- 2013 – Love Came Looking for Me
- 2015 – Live Out Loud